# Ace Online
Ace Online es un videojuego MMOG desarrollado por MasangSoft. Hasta 2016, era distribuido por Gameforge con el nombre AirRivals. Es un simulador de vuelo en 3D; y, como todos los otros juegos de la compañía, es gratuito. Para jugar, es necesario un cliente.
La historia del juego trata sobre la colonización y estudio de un planeta llamado "Philon" pero debido a un grupo de rebeldes que quieren el planeta, se inicia una guerra entre 2 naciones: Bygeniou City United (B.C.U) y Anti Nacionalism Influence (A.N.I.)

## Naves del Juego
En este juego, puedes escoger entre cuatro tipos de "gear" diferentes. Cada una tiene su especialidad:
- I-Gear (Idle Sniper): Es un típico caza con una gran capacidad de combate Aire-Aire, además de ser el más rápido de los Gears.
- B-Gear (Brandy Burg): Gear de velocidad y poder de ataque equilibrados, con capacidades Aire-Aire y Aire-Tierra.
- M-Gear (Meadow Bugle): Nave de apoyo (reparar y teletransportar), además de tener una defensa que lo hace difícil de derribar.
- A-Gear (Anima Mortar): Especialista en combates Tierra-Tierra y Tierra-Aire, con un poder de ataque y defensa inimaginables.

## Boss Armors
Son armaduras especiales que se obtienen durante la guerra de pandea, cada nave tiene su propio boss armor que son estos:
- I-gear: Exorcist Binder y Serapia Binder.
- B-gear: Valkyrie Veil y Vellocatus Veil.
- M-gear: Soul Of Philion Defender y Jealousy Defender.
- A-gear: Quellease Guarder y Creticus Guarder.

Cada una de estas tiene dos fases; la no terminada y la final, al obtener estos objetos se obtienen de forma incompleta, para terminarlas se tienen que combinar con objetos especiales para cada uno.
Se necesita un mínimo el nivel 72 para usar las primeras y las segundas 85.